# Півострів Файнберга
Півострів Файнберга (раніше Острів Файнберга, радянська назва Острів Кірова) — місцевість в Амур-Нижньодніпровському районі міста Дніпро. Являє собою півострів посеред річки Дніпро, що раніше був островом. З півночі омивається затокою Затишна (рос. — залив Уютный), що є гаванню для вантажних суден, з півдня — основною течією Дніпра. На півострові знаходиться господарська частина Дніпровського річкового порту та складські приміщення комерційних структур, біля берегів у 2000–2020 роках було своєрідне корабельне кладовище списаних суден. На півострові єдина вулиця Острів Файнберга або Файнберга, що належить до житлового масиву Амур — Піски.

## Історія
У другій половині ХІХ століття купець Файнберг на зароблені від торгівлі гроші придбав острів та розташовані біля нього землі лівого берега Дніпра. У 1880 — 1890 — ті роки біля острова виникло робітниче селище Файнберг, що стало одним з поселень Задніпровського промислового району. Згодом Файнберг поглинуло сусіднє селище Амур.
Під своєю назвою острів фігурує на картах Катеринославської губернії з 1885 року. До побудови Дніпрогесу біля південно — західного берега острова знаходились скелі Забори Беркова.
У 1910 —х роках протоку Затишна перегороджують дамбою і вона стає затокою, а острів — півостровом.
У 1930 —ті роки відбувається кардинальне преоблаштування Амурського порту. Приблизно тоді ж місцевість перейменовують на Острів Кірова, але в подальшому ця назва зникає і на картах півострів фігурує як безіменний.
В 2000 — х роках історичну назву було повернено на карти.

## Проект мосту
В генплані міста Дніпро від 2019 року планувалось збудувати міст через Дніпро від вулиці Павлова до вулиці Скрябіна, що мав перетнути півострів. Даний міст повинен був стати частиною об'їзної траси, що мала розвантажити автошляхи центру міста.

## Затоплений теплохід
До кінця 2010 — х років біля берегів півострова Файнберга знаходились списані судна. Згодом більшість їх перетягнули на берег і у воді залишився напівзатоплений остов теплохода «Каштан — 8», що колись був прогулянковим кораблем Дніпровського річкового порту і вміщував до 200 пасажирів. Напівзатоплений теплохід став місцевою цікавинкою для туристів, попри те що зона вантажного порту заборонена для сторонніх. У 2021 році теплохід намагались продати на брухт з аукціону, але безуспішно.